# Sidastrum strictum
Sidastrum strictum är en malvaväxtart som först beskrevs av Standley, och fick sitt nu gällande namn av P.A. Fryxell. Sidastrum strictum ingår i släktet Sidastrum och familjen malvaväxter. Inga underarter finns listade i Catalogue of Life.